# 徐纥
徐纥（?—?），字武伯，北魏乐安郡（今山东省广饶县）人，北魏官员。
出身寒門，少年好学，以文詞見長。後舉孝廉，又以對策及第，被拔擢爲主書。世宗時，擔任中書舍人。後依附赵脩，升迁為通直散骑侍郎，加镇南将军，與鄭儼势倾一时，時稱“徐鄭”。武泰元年（528年），孝明帝元詡妃潘外憐生一女。其母胡太后宣稱生男孩，大赦天下。胡太后与郑俨、徐纥谋用毒酒毒杀孝明帝。這時尔朱荣起兵，“乘时奋发，讨郑俨、徐纥而清帝侧”，最初徐纥不以为意，认为：“尔朱荣马邑小胡，人才凡鄙，不度德量力，长戟指阙，所谓穷辙拒轮，积薪候燎。”，不久尔朱荣进逼洛阳，徐纥逃往泰山郡依附太守羊侃，郑俨与从兄荥阳太守郑仲明谋据郡起兵，为部下所杀。尔朱荣命行台尚书左仆射于晖等兵数十万，击羊侃于瑕丘。徐纥担心羊侃不濟事，劝羊侃說他去向梁朝请求救兵，羊侃相信他，最後老死梁朝。

## 延伸阅读
[在维基数据编辑]
 《魏書·卷93》，出自魏收《魏书》
 《北史·卷092》，出自李延壽《北史》